# Trichocylliba schneirlai
Trichocylliba schneirlai es una especie de arácnido del orden Mesostigmata de la familia Uropodidae.

## Distribución geográfica
Se encuentra en Panamá.